# Most Orłów
Most Orłów (bułg. Орлов мост, Orłow most) – most i skrzyżowanie w Bułgarii, w Sofii, nad rzeką Perłowską. Położony jest obok Stadionu Narodowego im. Wasiła Lewskiego, pomnika armii sowieckiej oraz parku Borysa III. Jego nazwa pochodzi od brązowych rzeźb orłów na moście, które mają symbolizować wolność.
Most powstał w 1891 roku. Zaprojektowali go czescy architekci Václav Prošek i Adolf Václav Kolář. Koszt budowy mostu wynosił 80 000 lewów.
W miejscu, gdzie znajduje się most, w marcu 1878 roku zostali przywitani bułgarscy uchodźcy i więźniowie polityczni uwolnieni z Diyarbakır w imperium osmańskim. Wydarzenie to przypomina niewielki kamienny blok ustawiony w latach 90. XX wieku przez gminę stołeczną.
Na moście Orłów krzyżują się bulwar Carigradsko szose z bulwarem Ewłogiego i Christa Georgiewów, niedaleko znajduje się Uniwersytet Sofijski im. św. Klemensa z Ochrydy.
Po zmianach demokratycznych w 1989 roku most Orłów jest częstym miejscem demonstracji (m.in. milionowy pochód Związku Sił Demokratycznych 7 czerwca 1990 roku).